# 江藤价泰
江藤 价泰（えとう よしひろ、1928年1月1日-2016年3月21日）は、日本の法学者。東京都立大学 (1949-2011)名誉教授。東京出身。師は兼子一。ゼミ出身者に足立啓明他

## 略歴
1952年東京大学法学部法律学科卒業。1952年東京都立大学人文学部助手。1957年同法経学部助手。1958年同法経学部助教授。1966年同法学部助教授。1967年同法学部教授。1989年東京都立大学停年退官。同名誉教授。大東文化大学法学部法律学科教授。1991年同法学研究所長（1997年まで）。1997年同法学部長・学校法人大東文化学園理事（1999年まで）。2001年大東文化大学定年退職。
この他に、東京都立大学評議員や東京都立大学学生部長、大東文化大学附属図書館長、日本国際法律家協会会長、日本司法書士会連合会顧問などを歴任。

## 研究領域
専門は、民事訴訟法。この他に、裁判法・私法制度論・法社会学・フランス民法・フランス民事訴訟法も研究。また、民事訴訟法学者の立場から、長年に渡り司法書士の職域や司法書士の地位向上などの研究を深め、現在の司法書士界における法理論的支柱になっている。

## 著書
- 『フランス民事訴訟法研究 当事者主義的民事訴訟法の一断面』（日本評論社、1988年）
- 『司法書士の社会的役割と未来 歴史と法制度改革を通じて』（日本評論社、2014年）

### 編著
- 『司法書士の実務と理論』編（日本評論社、1991年）
- 渡辺洋三, 小田中聰樹と共著『日本の裁判』（岩波書店、1995年）
- 『司法書士始末記』共著、日本評論社、1998年）
- 『司法書士の新展開』編者代表、日本評論社、2005年）
- 『司法書士の羅針盤 多様化する現代社会を切り拓くために』菱田徳太郎,鈴木正道,菅徹,稲村厚,川村兼司共編、日本評論社、2010年）

### 監修
- 『ドキュメント司法書士』監修、小川勝久,北田玲一郎編 日本評論社、1991年）
- 『なにわの司法書士奮闘記』監修、小川勝久,北田玲一郎編 日本評論社、2003年）
- 『新・司法書士始末記』監修、菱田徳太郎,鈴木正道,赤土正貴,菅徹,稲村厚共編 日本評論社、2014年）